# Wilhelm Brüggenwirth
Wilhelm Brüggenwirth (* 30. Dezember 1899 in Weslarn, Kreis Soest; † 18. Juni 1981 auf dem Felderhof bei Kierspe) war ein deutscher Kommunalpolitiker.

## Leben
Brüggenwirths Vater erwarb 1902 den Felderhof bei Kierspe. Der weitverzweigte Hof wurde in späteren Jahren von der Familie Brüggenwirth durch Hinzukaufen und Tauschen von Grundstücken zu einem geschlossenen Ganzen gestaltet, das 150 Morgen Kulturland umfasste. Nach seiner Ausbildung und seiner Zeit als Soldat kehrte Wilhelm Brüggenwirth 1919 auf den Hof nach Kierspe zurück. Als Mitbegründer des FDP-Ortsverbandes Kierspe war Wilhelm Brüggenwirth bis an sein Lebensende dem liberalen Gedanken verbunden.
Von 1946 bis 1969 gehörte Brüggenwirth dem Kreistag des ehemaligen Kreises Altena an und war vom 29. März 1963 bis zum 27. September 1964 Landrat des Kreises. Daneben gehörte er dem Kreisausschuss, dem Bau- und Wegeausschuss, dem Ausschuss für bauliche Maßnahmen des Kreiskrankenhauses, dem Ausschuss für Angelegenheiten für zivile Verteidigung und dem Kreisjagdbeirat an. Ab 1948 war Wilhelm Brüggenwirth Vorsitzender des landwirtschaftlichen Kreisverbandes und gleichzeitig Kreislandwirt. Der ehemalige Landrat war Träger des Ehrenringes von Altena.
Ende der 1950er Jahre begann der stückweise Verkauf des Felderhofes an die Stadt Kierspe. Neben einem großflächigen Wohngebiet folgte in den 1960er Jahren der Bau der Gesamtschule Kierspe. Die Erweiterung der Schule Anfang der 1970er Jahre bedurfte dann der letzten großen Flächen des Hofes.
| Personendaten    | Personendaten                 |
| ---------------- | ----------------------------- |
| NAME             | Brüggenwirth, Wilhelm         |
| KURZBESCHREIBUNG | deutscher Kommunalpolitiker   |
| GEBURTSDATUM     | 30. Dezember 1899             |
| GEBURTSORT       | Weslarn, Kreis Soest          |
| STERBEDATUM      | 18. Juni 1981                 |
| STERBEORT        | auf dem Felderhof bei Kierspe |